# Alexei Michailowitsch Jemelin
Alexei Michailowitsch Jemelin (russisch Алексей Михайлович Емелин, englische Transkription Aleksey Yemelin; * 16. Oktober 1968 in Moskau, RSFSR, Sowjetunion) ist ein ehemaliger russischer Leichtathlet, der sich auf den Hochsprung spezialisiert hat und der bis 1991 für die Sowjetunion an den Start ging.

## Sportliche Laufbahn
Erste internationale Erfahrungen sammelte Alexei Jemelin vermutlich im Jahr 1989, als er bei den Halleneuropameisterschaften in Den Haag mit übersprungenen 2,30 m die Bronzemedaille hinter dem Westdeutschen Dietmar Mögenburg und Dalton Grant aus dem Vereinigten Königreich gewann. Im Jahr darauf belegte er bei den Goodwill Games in Seattle mit 2,28 m den fünften Platz und im September gewann er bei den Europameisterschaften in Split mit 2,34 m die Silbermedaille hinter dem Jugoslawen Dragutin Topić. 1991 gewann er bei den Hallenweltmeisterschaften in Sevilla mit 2,31 m die Bronzemedaille hinter dem US-Amerikaner Hollis Conway und Artur Partyka aus Polen und im Jahr darauf belegte er bei den Halleneuropameisterschaften in Genua mit 2,29 m den fünften Platz. 1993 schied er bei den Weltmeisterschaften in Stuttgart mit 2,25 m in der Qualifikationsrunde aus und beendete daraufhin seine aktive sportliche Karriere im Alter von 25 Jahren.
1990 wurde Jemelin sowjetischer Meister im Hochsprung sowie 1993 russischer Meister. 